# Emilie von der Goltz
Emilie von der Goltz (* 2. April 1833 in Danzig; † 6. Dezember 1907 in Ballenstedt) war eine preußische Hofdame und deutsche Schriftstellerin, die auch unter dem Pseudonym Emilie Erhard publizierte.

## Leben
Emilie von der Goltz war das älteste Kind des Husarenoffiziers Julius von der Goltz. Sie wurde im elterlichen Hause mit sieben Schwestern durch Gouvernanten erzogen. Ihr Vater wurde als Adjutant des Generals Grafen zu Dohna nach Königsberg versetzt, später wurde er als Major im Generalstab nach Berlin berufen. Er starb 1856. Friedrich Wilhelm IV. ernannte Emilie von der Goltz zur Hofdame der Prinzessin Maria Anna, der Frau Friedrich Karls von Preußen. 1863 heiratete sie den Kammerherrn Georg von Warburg. Dieser starb 1894. Der Ehe entstammten vier Kinder. Emilie von der Goltz starb in Ballenstedt am Harz, wo sie Heilung von Krankheiten suchte, unter denen sie in den letzten Lebensjahren zu leiden hatte. Sie war mit dem Philosophen Max Stirner bekannt.

## Werke
- Gräfin Ruth. Roman. 2 Bände. Hallberger, Stuttgart/Leipzig 1879.
- Im Spiegel. Roman. Deutsche Verlags-Anstalt, Stuttgart 1883.
- Die Rose vom Haff. Ein Hofroman. 3 Bände. Deutsche Verlags-Anstalt, Stuttgart/Leipzig 1884.
- Turf und Parket. 2 Novellen. Deutsche Verlags-Anstalt, Stuttgart 1884.
- Das Meerweibchen. Novelle von Emilie Erhard. Stuttgart/Leipzig 1886. (Volltext pdf)
- Onkel Hermann. Novelle. Berliner Verlags-Comtoir, Berlin 1886.
- Zwischen Havel und Spree. Novellen. Deutsche Verlags-Anstalt, Stuttgart 1887.
- Die Lehnsjungfer. Roman. 5 Bände. Deutsche Verlags-Anstalt, Stuttgart 1887.
- Sonne. Ein Märchen. Drucker, Berlin 1891.
- Ein Fragezeichen. Novelle. Deutsche Verlags-Anstalt, Stuttgart 1891.
- Aus Fortunios Erinnerungen. Deutsche Verlags-Anstalt, Stuttgart 1896.
- Worte. Roman in zwei Bänden. Janke, Berlin 1902.
- Vom letzten Meeting in Iffezheim. Aus dem Tagebuche eines Sportsman. Janke, Berlin 1902.
- Gesammelte Romane von Emilie Erhard (Baronin von Warburg, geb. Freiin von der Goltz). Mit Illustrationen von Franz Doubek. Vobach, Berlin/Leipzig/Wien 1911–1912.